# Mulligans
Mulligans è un film del 2008 diretto da Chip Hale e scritto da Charlie David.

## Trama
Quando Tyler Davidson porta a casa per le vacanze estive il suo miglior amico del college, Chase, viene rivelato un segreto che minaccia di distruggere la sua famiglia apparentemente perfetta.
Chase arriva al cottage della famiglia Davidson a Prospect Lake e si trova di fronte alla sfida di controllare la sua attrazione per il padre di Tyler, Nathan. Ma Chase non è l'unico ad avere tentazioni.
Nathan lotta per resistere ai suoi sentimenti per il miglior amico del figlio, sia per nascondere la sua vita segreta che per proteggere la sua famiglia. Il mondo della famiglia Davidson viene però stravolto quando la vicenda viene scoperta.
In questa vacanza i due giovani scoprono l'importanza dell'amicizia e delle seconde possibilità (il Mulligan, nel golf informale, è la concessione di ripetere un brutto colpo).

## Produzione

### Sceneggiatura
L'attore Charlie David firma la sua seconda sceneggiatura originale dopo il cortometraggio Is he... del 2004. La trama principale è simile a Il compleanno, film del 2009 diretto da Marco Filiberti, dove però la storia, anziché avvenire tra un ragazzo e il padre dell'amico, avviene tra un ragazzo e l'amico del padre.

### Riprese
Le riprese del film sono state interamente realizzate a Victoria, capoluogo della Columbia Britannica, la più occidentale delle province canadesi.

## Distribuzione
Il film è stato presentato a moltissimi festival cinematografici, tra cui il Florence Queer Festival a Firenze, ma non è mai stato distribuito in Italia.

## Riconoscimenti
- 2008 - Fort Worth's Gay & Lesbian International Film Festival
  - Miglior film
  - Premio del pubblico al miglior film
- 2008 - Pittsburgh International Gay & Lesbian Film Festival
  - Premio del pubblico al miglior film gay
- 2008 - Vancouver Cold Reading Series
  - Miglior sceneggiatura